# Insenatura di Thorne
L'insenatura (o braccio di mare) di Thorne (Thorne Arm in inglese) è un canale del mare dell'Alaska meridionale (Stati Uniti) nel Borough di Ketchikan Gateway vicino alla città di Ketchikan e fa parte dell'area marittima Inside Passage.

## Dati fisici
L'insenatura di Thorne (chiamata anche Thorne Arm) si trova nella parte meridionale dell'isola di Revillagigedo (Revillagigedo Islans) a circa 22 km verso sud-est dalla città di Ketchikan. Ha la forma di un canale con un orientamento sud-nord con allargamento nella part finale (a nord). A sud nasce dal canale di Revillagigedo (Revillagigedo Channel) e termina un molto prima del centro dell'isola Revillagigedo. Il canale si trova all'interno della Foresta Nazionale di Tongass (Tongass National Forest) e fa parte dell'Arcipelago Alessandro (Alexander Archipelago).

### Isole bagnate dallo stretto
Nello stretto sono presenti le seguenti principali isole:
| Nome dell'isola               | Note                                        | Coordinate             |
| ----------------------------- | ------------------------------------------- | ---------------------- |
| Isola di Snipe (Snipe Island) | Si trova nella parte finale nord del canale | 55°21′40″N 131°15′34″W |
| Isola di Minx (Minx Island)   | Si trova nella parte finale nord del canale | 55°23′08″N 131°15′47″W |

### Baie e promontori
Nel canale sono presenti le seguenti principali insenature:
| Nome dell'insenatura     | Note                                                   | Coordinate             |
| ------------------------ | ------------------------------------------------------ | ---------------------- |
| Baia di Moth (Moth Bay)  | Si trova all'imboccatura del canale (lato occidentale) | 55°16′29″N 131°20′09″W |
| Baia di Coho (Coho Cove) | Si trova all'imboccatura del canale (lato occidentale) | 55°16′11″N 131°22′09″W |

Lungo il canale sono presenti alcuni promontori:
- lato occidentale:
  - Moth Point 55°16′11″N 131°22′09″W
  - Eve Point 55°16′11″N 131°22′09″W
- al termine del canale (lato nord)
  - Mop Point 55°22′57″N 131°14′21″W
  - Pop Point 55°23′32″N 131°12′51″W
- lato orientale:
  - Elf Point 55°19′07″N 131°13′32″W
  - Cone Point 55°14′46″N 131°18′53″W

## Storia
l canale è stato nominato per la prima volta in tempi moderni nel 1880 dalla United States National Geodetic Survey (US Coast and Geodetic Survey) in onore del capitano Charles Thorne, comandante del piroscafo California che esplorò quest'area.

## Accessi e turismo
L'insenatura si può raggiungere via mare (facilmente da Ketchikan) o via aerea (idrovolanti).

## Fauna
Nella fauna marina del canale si trovano: balene, leoni marini e aringhe (queste ultime molto numerose). Nel canale si pratica anche la pesca del salmone.